# نادي تشرين (العراق)
نادي تشرين الرياضي هو أحد أندية الدوري العراقي، أسس عام 2021 يلعب في الدوري العراقي الدرجة الثانية، وهو من محافظة ذي قار.